# Glucoberteroin
Glucoberteroin ist eine organische Verbindung aus der Gruppe der Glucosinolate.

## Vorkommen

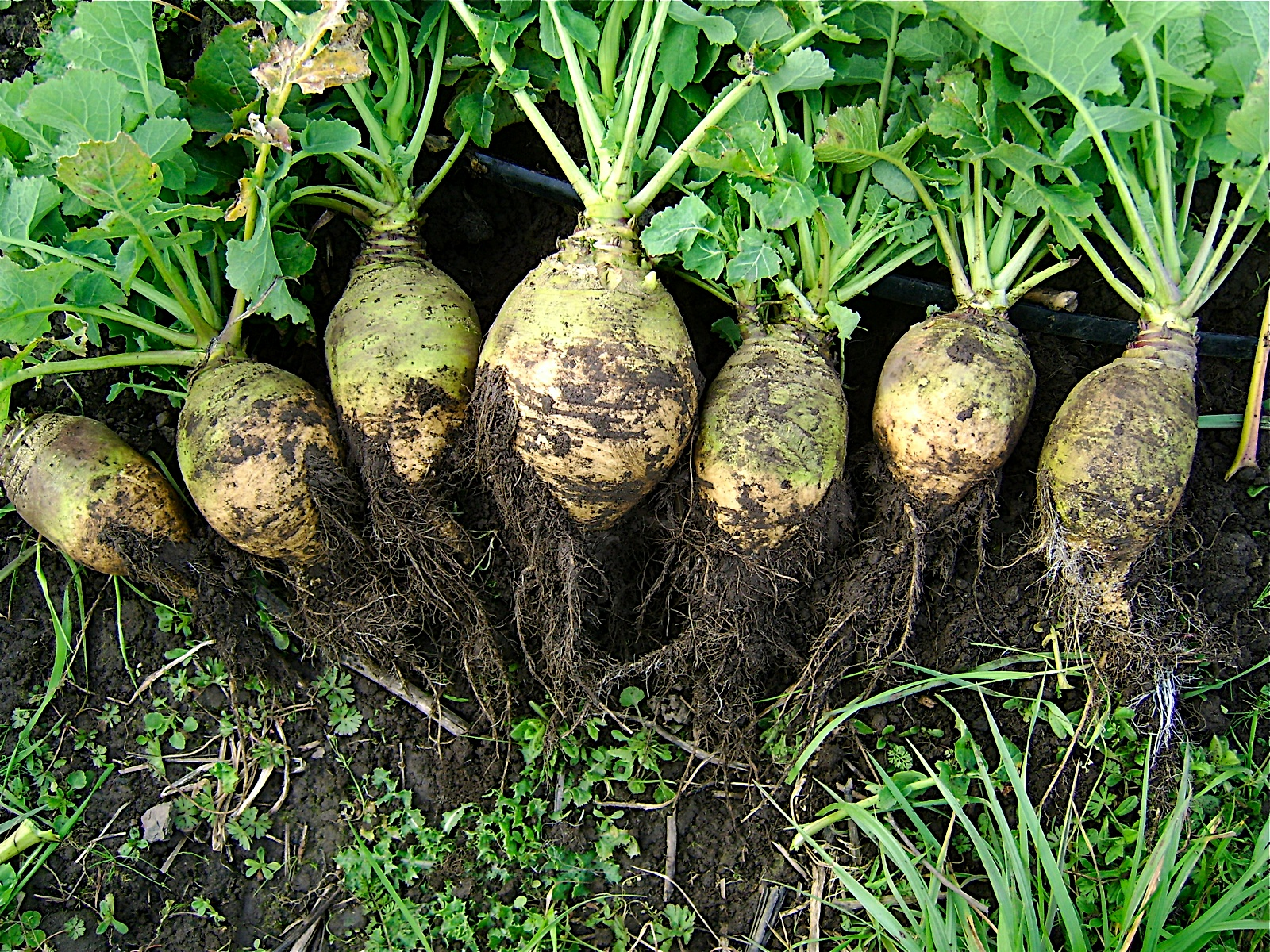
Steckrüben enthalten Glucoberteroin

Glucoberteroin kommt in Graukresse vor, in der es in den 1950er-Jahren zuerst nachgewiesen wurde. Daneben kommt es in Brokkoli, Rüben und Steckrüben vor.